# تلگراف در ایران
عباسعلی‌خان دنبلی اولین ایرانی بود که زبان مورس یادگرفت و اولین کسی بود که نسبت به ارسال پیام به وسیله تلگراف اقدام کرد. او بعداً رسماً به استخدام اداره پست و تلگراف درآمد. در روز ۲۷ اسفند سال ۱۲۳۶ هجری شمسی نخستین پیام توسط تلگراف در ایران از مدرسه دارالفنون به کاخ ییلاقی ناصرالدین شاه ارسال شد. برخی‌ها نظیر میرزا ملکم خان ادعا می‌کردند که عامل اصلی ورود تلگراف به ایران بوده‌است اما حقیقت آن است که میل شخص ناصرالدین شاه از یک طرف و تمایل امپراطوری بریتانیا از سوی دیگر اصلی‌ترین عواملی بودند که باعث شدند حدود ده سال بعد از اتصال خطوط تلگراف در اروپا و آمریکا، این ابزار ارتباطی به ایران بیاید. نخستین ارتباط تلگرافی در ایران در ۱۲۷۱ قمری میان مدرسه دارالفنون و کاخ گلستان برقرار شد که مخابره‌ای آزمایشی بود. تلگراف از ۱۲۷۲ قمری و در پی انتشار اخبار و اطلاعات مربوط به آن در روزنامه وقایع اتفاقیّه، در ایران شناخته شد و اخبار گسترش تلگراف در جهان و کاربردهای متنوع و تسهیل‌کننده آن، مکرراً گزارش گردید. در تمامی این گزارش‌ها برای سیم و دستگاه تلگراف از تعابیری چون چرخ الماس، چرخ آتشی، سیم آهن، راه سیم آهن، چرخ صاعقه و سیم صاعقه استفاده شده‌است.
شورش بزرگ هند در ۱۸۵۷ میلادی لزوم ارتباط تلگرافی مستقیم با هندوستان را برای بریتانیا بیش‌تر کرد و روند توسعه خطوط تلگراف ایران را که به امور دارالخلافه و دستگاه سلطنت محدود بود، تغییر داد و در مسیر معادلات سیاسی بین‌المللی افکند. ایران، به عنوان بهترین مسیر ارتباطی با هندوستان مورد توجه انگلستان قرار گرفت، به‌ویژه پس از ناکارآمدی بافه (کابل) زیردریایی میان دریای سرخ و دریای مدیترانه و بروز مشکلات متعدد در مسیر تلگراف اسکوتاری (اسکودار) ـ بغداد به هندوستان. در ۱۸۶۱، آلیسون، وزیرمختار بریتانیا در ایران پیشنهاد کرد که میان هندوستان و انگلستان از طریق ایران خط تلگراف ایجاد شود اما دولت ایران که تازه از جنگ با انگلستان (بر سر هرات) رهایی یافته بود، از این پیشنهاد استقبال نکرد.
تلگراف در ایران توسعه پیدا کرد و تا اوائل دوران پادشاهی احمدشاه شمار مراکز تلگرافی در کشور به پانزده رسید. وزارت پست و تلگراف و تلفن ایجاد شد و در دوران وزارت اسدالله میرزا شهاب الدوله لایحه‌ای به مجلس شورای ملی تقدیم شد تا تعرفه‌های تلگرافی را که تا آن زمان سامان درست و یکسانی نداشت نظام مند کند. این لایحه با عنوان قانون تعرفه‌های تلگرافی در سی ام خرداد ۱۲۹۰ خورشیدی به تصویب مجلس رسید و از شش ماه بعد به اجرا درآمد. از جمله تغییراتی که این قانون ایجاد کرد این بود که تا پیش از آن، کسی که تلگراف می‌فرستاد باید هزینه جواب تلگراف را هم پرداخت می‌کرد اما از آن پس فقط هزینه ارسال تلگراف دریافت و هزینه جواب از جواب دهنده دریافت می‌شد. همچنین بنابر این قانون، تنها تلگرافهای سلطنتی از پرداخت هزینه معاف شد.
از سال ۱۳۰۵ تلگراف بی‌سیم با صرف هزینه یک میلیون و دویست هزار تومان به ایران وارد شد. این هزینه از محل بودجه وزارت جنگ تأمین و از تهران به شش شهر (از جمله کرمانشاه و مشهد و شیراز و تبریز) ارتباط تلگراف بی‌سیم برقرار شد. در اردیبهشت ۱۳۰۶ دولت از مجلس شورای ملی تقاضای ۱۴۰ هزار تومان بودجه کرد که تلگرام بی‌سیم بین‌المللی برقرار کند.